# Holger Scherf
Holger Scherf (* 1958 in Wiesbaden) ist ein deutscher Diplomat. Er war von 2020 bis 2024 Botschafter in Paraguay.

## Leben
Nach dem Abitur absolvierte Holger Scherf zunächst eine Ausbildung zum Bankkaufmann und arbeitete von 1978 bis 1979 in diesem Beruf. Anschließend studierte er bis 1988 Rechtswissenschaft, Geschichte und Politikwissenschaft an der Johannes-Gutenberg-Universität Mainz. 1988 legte Scherf das Zweite juristische Staatsexamen ab und trat in den Auswärtigen Dienst ein.
Holger Scherf ist verheiratet.

## Laufbahn
Nach Abschluss der Attachéausbildung arbeitete Scherf von 1989 bis 1991 in der politischen Abteilung des Auswärtigen Amts. Es folgten Auslandseinsätze der der Botschaft Belgrad (Leiter der Wirtschaftsabteilung, 1991 bis 1993) und dem Generalkonsulat Barcelona (zuständig für Rechts- und Konsularangelegenheiten, 1993 bis 1996). Nach einer Station in der Kulturabteilung des Auswärtigen Amts erfolgte 1999 die Versetzung als ständiger Vertreter des Leiters der Botschaft Panama. Die nächste Verwendung führte Scherf an die Botschaft Madrid. Dort leitete er von 2001 bis 2003 die Kulturabteilung. Zwischen zwei Verwendungen in der Rechtsabteilung des Auswärtigen Amts (2003 bis 2008 und 2011 bis 2015) war er ständiger Vertreter des Leiters der Botschaft Bukarest.
Von 2015 bis 2020 leitete Scherf die Abteilung für Rechts- und Konsularangelegenheiten an der Botschaft Washington. Im Sommer 2020 wurde Holger Scherf zum Botschafter in Paraguay ernannt und überreichte am 14. Oktober 2020 sein Beglaubigungsschreiben an den Präsidenten der Republik Paraguay, Mario Abdo Benítez. Er verblieb bis Mitte 2024 auf diesem Posten und wurde von Gordon Kricke abgelöst.